# Rokuhara Tandai
Rokuhara Tandai (六波羅探題) foi uma repartição de alto escalão no Shogunato Kamakura em Kyoto responsável pela segurança da Região de Kinai (leste) e além disso cuidava dos assuntos judiciais do oeste do Japão, intercedendo na Corte Imperial. Apesar de formalmente cuidar da segurança, era uma espécie de polícia secreta muito temida 
O Rokuhara Tandai foi criado após o Incidente Jōkyū em 1221. E existiam dois responsáveis pelo departamento que eram o Kitakata (北方) e o Minamikata (南方). O Kitakata era hierarquicamente superior ao Minamikata. Assim como os postos de Shikken e Rensho , os dois postos do Rokuhara Tandai foram monopolizadas pelo Clã Hōjō . O cargo foi dissolvido com o fim do Shogunato Kamakura em 1333 .

## Lista do Rokuhara Tandai

### Kitakata
1. Hōjō Yasutoki (1221-1224)
2. Hōjō Tokiuji (1224-1230)
3. Hōjō Shigetoki (1230-1247)
4. Hōjō Nagatoki (1247-1256)
5. Hōjō Tokimochi (1256-1270)
6. Hōjō Yoshimune (1271-1276)
7. Hōjō Tokimura (1277-1287)
8. Hōjō Kanetoki (1287-1293)
9. Hōjō Hisatoki (1293-1297)
10. Hōjō Munekata (1297-1300)
11. Hōjō Mototoki (1301-1303)
12. Hōjō Tokinori (1303-1307)
13. Hōjō Sadaaki (1311-1314)
14. Hōjō Tokiatsu (1315-1320)
15. Hōjō Norisada (1321-1330)
16. Hōjō Nakatoki (1330-1333)

### Minamikata
1. Hōjō Tokifusa (1221-1225)
2. Hōjō Tokimori (1224-1242)
3. Hōjō Tokisuke (1264-1272)
4. Hōjō Tokikuni (1277-1284)
5. Hōjō Kanetoki (1284-1287)
6. Hōjō Morifusa (1288-1297)
7. Hōjō Munenobu (1297-1302)
8. Hōjō Sadaaki (1302-1308)
9. Hōjō Sadafusa (1308-1309)
10. Hōjō Tokiatsu (1311-1315)
11. Hōjō Koresada (1315-1324)
12. Hōjō Sadayuki (1324-1330)
13. Hōjō Tokimasu (1330-1333)